# Pâncești (Neamț)
Pâncești es una comuna ubicada en el distrito de Neamț, Rumania.

## Superficie
Posee una superficie de 37,44 kilómetros cuadrados.

## Demografía
Hasta 2021 la población era de 1212 habitantes, con una densidad de población de 32,37 habitantes por kilómetro cuadrado.